# VHS

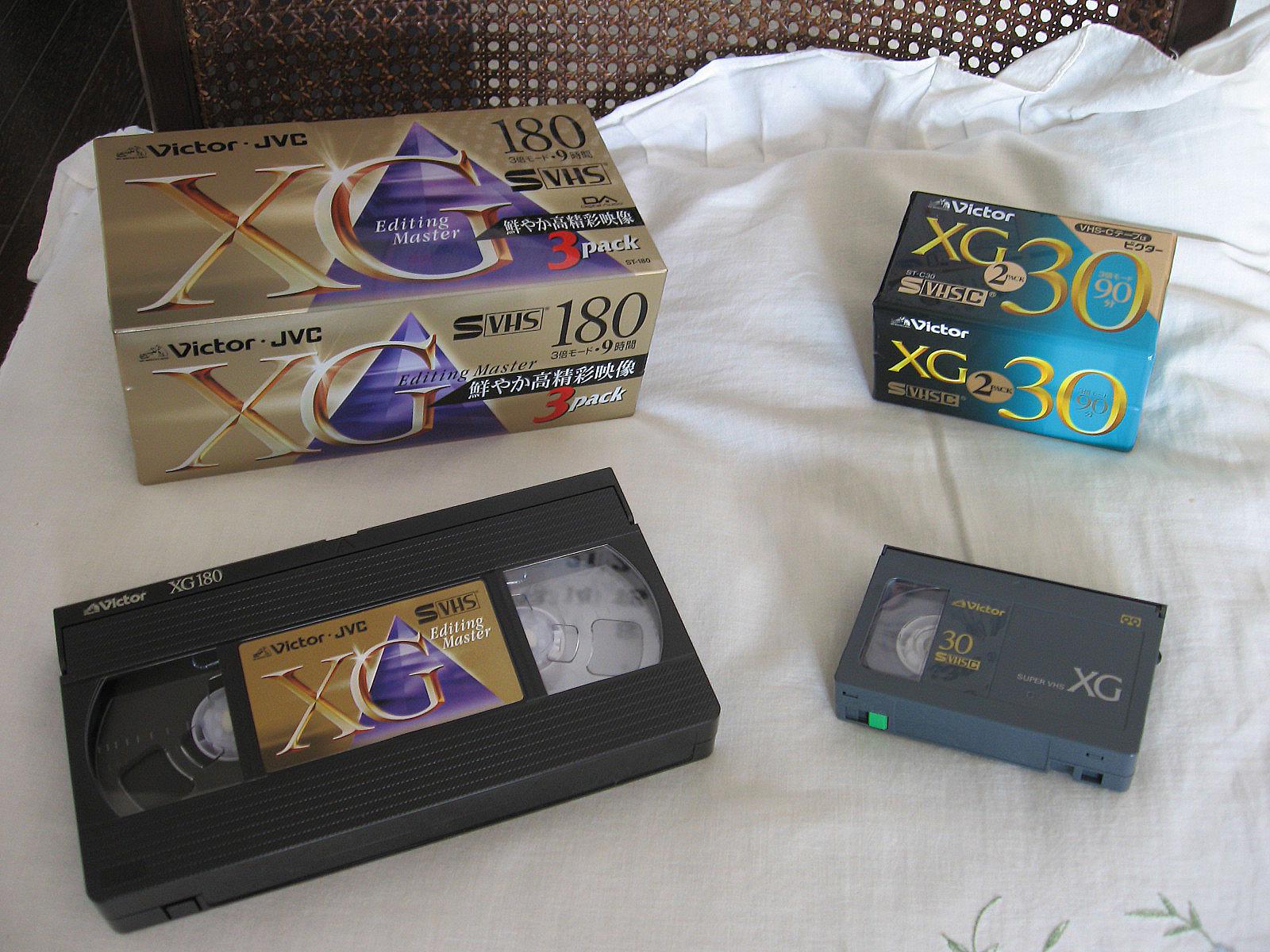
Відеокасети формату VHS

VHS (англ. Video Home System) — найпоширеніший формат запису відеокасет. Розроблений японською компанією JVC (Victor Company of Japan, Ltd.), Представлений в 1976 році. У цьому ж році перші касети з'явилися в Європі і Азії, а в наступному році — у США.
З розробки VHS почалася ера домашнього відео. На 2002 рік, за оцінками JVC, у світі було продано понад 900 млн відеопристроїв цього формату і ще більше відеокасет.

## Характеристики
Технічна специфікація формату VHS:
- Ширина стрічки: 12,70 мм (½ дюйми);
- Швидкість стрічки: 3,335 см/с для NTSC, 2,339 см/с для PAL;
- Час запису[1]: до 6 годин (SP). Найбільше поширення отримали касети з часом запису до 3 годин;
- Смуга пропускання відеосигналу: приблизно 3 MHz;
- Роздільна здатність: близько 240 ТВЛ (вертикальних телевізійних ліній), що в термінології цифрового відео приблизно відповідає 320x240 пікселів.

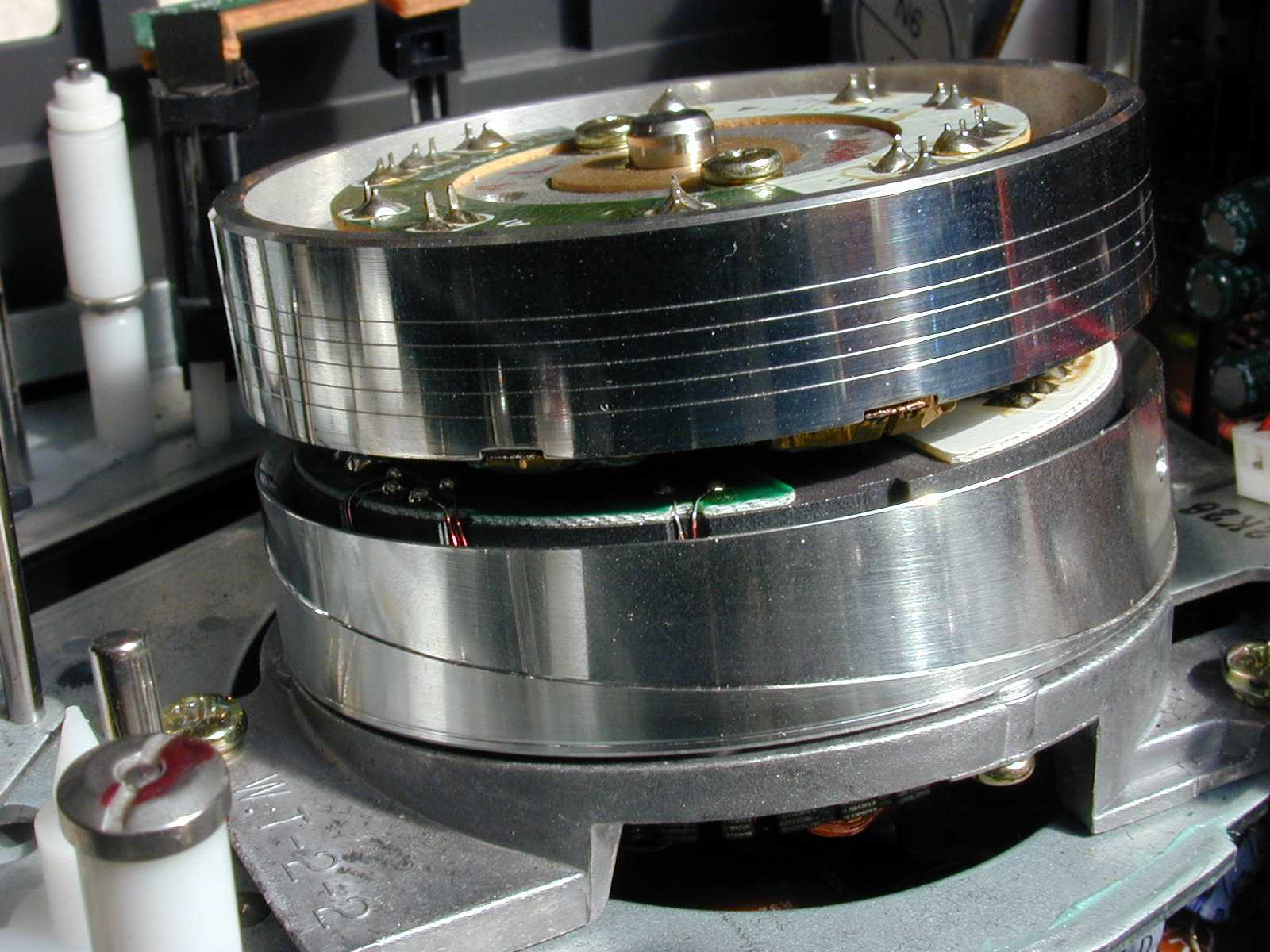
Барабан обертових головок відеомагнітофона стандарту VHS

Існує ряд модифікацій цього формату:
- VHS-C (VHS Compact) — 30-, 45&- або 60-хвилинні касети зменшеного розміру. Вперше випущені фірмою «Panasonic» для легких ручних камер;
- S-VHS (Super VHS) — представлений в 1987 р., відрізняється збільшеною роздільною здатністю і поліпшеною в цілому якістю;
- S-VHS-C — як і VHS-C, тобто касети формату S-VHS зменшеного розміру;
- D-VHS (Digital VHS) — цифровий формат.

## Кінець життєвого циклу
Після появи DVD дисків і програвачів існування відеокасет VHS втратило сенс, бо вони поступалися новим форматам всіма технічними можливостями і зручністю використання.
У 2008 році компанія JVC відмовилася від подальшого випуску відеомагнітофонів. Проте деякі люди досі купують їх, але як правило, вони вибирають не просто відеомагнітофон, а комбо-пристрій.
Останній великий постачальник VHS-касет Distribution Video Audio (Флорида, США) оголосив про те, що партія відеокасет, випущена в жовтні 2008 року, була останньою. «Цей формат мертвий. І це Різдво його останнє», — заявив глава компанії, — «Нам залишилося лише позбавитися від того, що залишилося на складі».
21 липня 2016 року про повне припинення виробництва відеомагнітофонів VHS-формату заявив його останній виробник — компанія Funai.

## Виноски
1. ↑  Режими запису/програвання: Багато VHS-пристроїв дозволяють використовувати так званий «LP-режим» запису/програвання (англ. long-play — «тривалого програвання»), при якому стрічка прокручується в касеті з меншою швидкістю (відносно передбаченою специфікацією швидкості SP). Якість сигналу при цьому погіршується.
2. ↑  Формат VHS прекратил свое существование. Архів оригіналу за 20 квітня 2015. Процитовано 21 червня 2019. [Архівовано 2015-04-20 у Wayback Machine.]
3. ↑  VHS is finally dead: Last ever VCR players to be manufactured in Japan this month. Архів оригіналу за 22 липня 2016. Процитовано 22 липня 2016.